# Ricardo Donoso
Ricardo Valentin Donoso Alarcon, född 1 maj 1953 i Chile, är en svensk konstnär och kurator.
Ricardo Donoso, vars far var militär, växte upp först i södra Chile och i Arica i norra Chile. Han utbildade sig på Konstfackskolan i Santiago de Chile från 1971 men flydde efter militärkuppen 1973 till Rumänien. Han studerade två år på konstskola där, men utvisades som politiskt aktiv 1978 och hamnade i Upplands Väsby i Sverige. Han arbetade efter en kort tid i en fabrik med bildterapi på Löwenströmska sjukhuset och sedan med konstkurser för Arbetarnas bildningsförbund (ABF) i Upplands Väsby. Han tog sedan initiativ till ABF:s konstskola i Upplands Väsby, där han var lärare.
Han grundade 1995 Väsby konsthall i den nedlagda Optimus-fabriken, som han drev till 2003 och fortfarande (2016) är konstnärlig ledare för. Han är dessutom chef för Edsviks konsthall i Sollentuna sedan 2004.